# Leibniz-Keks
Pour les articles homonymes, voir Leibniz (homonymie).
Le Leibniz-Keks ou Choco Leibniz est un biscuit allemand produit par l'entreprise alimentaire Bahlsen depuis 1891. Sa création devait alors faire concurrence au Petit Beurre. 

## Nom
Le nom de marque Leibniz vient du philosophe et mathématicien Gottfried Wilhelm Leibniz (1646-1716). Le seul lien entre l'homme et le biscuit est que Leibniz est l'un des habitants les plus célèbres de Hanovre, ville où la société Bahlsen est basée. Au moment où le biscuit est fabriqué pour la première fois, il était en effet courant de nommer les produits alimentaires en l'honneur de célébrités historiques (comme, par exemple, la Mozartkugel) ,. 
Le Leibniz-Keks est un biscuit au beurre nature, ou Butterkeks comme on l'appelle en allemand, inspiré du Petit-Beurre, créé, lui, en 1886 par Lefèvre-Utile. À l'époque, l'entreprise cherche un produit durable pour nourrir les soldats et tombe sur l'idée de biscottes. Le slogan publicitaire des biscuits en 1898 est : «Que mange l'humanité sur le pouce? Leibniz Cakes, bien sur ! ».  
Le mot Keks est à l'origine une corruption du mot anglais « cakes » par les clients allemands de Bahlsen qui ne savent pas prononcer les mots anglais. Il devient par la suite le mot allemand générique pour un biscuit croustillant et sucré et entre même dans le dictionnaire allemand Duden en 1911. 

## Format
Le biscuit original Leibniz a le même design simple et distinctif depuis 1891. Cinquante-deux "dents" encadrent le rectangle sur lequel "LEIBNIZ BUTTERKEKS" est imprimé en majuscules. 

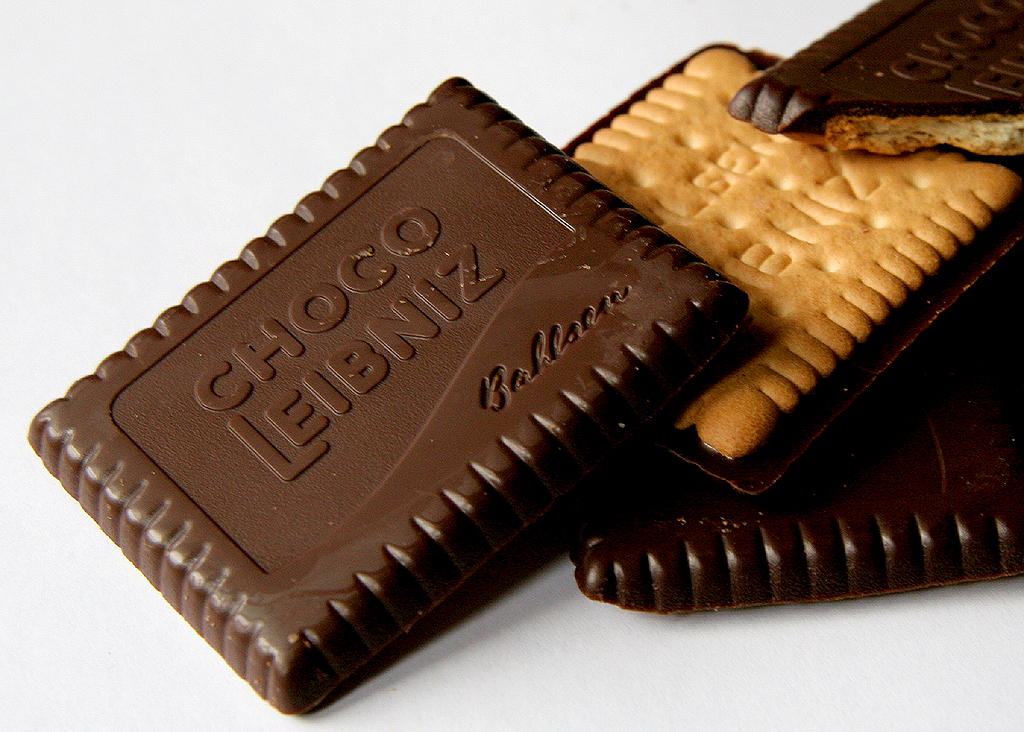
Choco Leibniz

## Variétés
En plus des Butterkeks originaux, il existe aujourd'hui plusieurs variétés de Leibniz sur le marché. Il s'agit notamment de Choco Leibniz, Leibniz Milch & Honig (lait et miel), Leibniz Vollkorn (farine complète) et Leibniz Zoo (formes animales). 